# Klingenthal (Bas-Rhin)
 (mars 2021).
La mise en forme du texte ne suit pas les recommandations de Wikipédia : il faut le « wikifier ».
Les points d'amélioration suivants sont les cas les plus fréquents. Le détail des points à revoir est peut-être précisé sur la page de discussion.
- Les titres sont pré-formatés par le logiciel. Ils ne sont ni en capitales, ni en gras.
- Le texte ne doit pas être écrit en capitales (les noms de famille non plus), ni en gras, ni en italique, ni en « petit »…
- Le gras n'est utilisé que pour surligner le titre de l'article dans l'introduction, une seule fois.
- L'italique est rarement utilisé : mots en langue étrangère, titres d'œuvres, noms de bateaux, etc.
- Les citations ne sont pas en italique mais en corps de texte normal. Elles sont entourées par des guillemets français : « et ».
- Les listes à puces sont à éviter, des paragraphes rédigés étant largement préférés. Les tableaux sont à réserver à la présentation de données structurées (résultats, etc.).
- Les appels de note de bas de page (petits chiffres en exposant, introduits par l'outil «  Source ») sont à placer entre la fin de phrase et le point final[comme ça].
- Les liens internes (vers d'autres articles de Wikipédia) sont à choisir avec parcimonie. Créez des liens vers des articles approfondissant le sujet. Les termes génériques sans rapport avec le sujet sont à éviter, ainsi que les répétitions de liens vers un même terme.
- Les liens externes sont à placer uniquement dans une section « Liens externes », à la fin de l'article. Ces liens sont à choisir avec parcimonie suivant les règles définies. Si un lien sert de source à l'article, son insertion dans le texte est à faire par les notes de bas de page.
- La présentation des références doit suivre les conventions bibliographiques. Il est recommandé d'utiliser les modèles {{Ouvrage}}, {{Chapitre}}, {{Article}}, {{Lien web}} et/ou {{Bibliographie}}. Le mode d'édition visuel peut mettre en forme automatiquement les références.
- Insérer une infobox (cadre d'informations à droite) n'est pas obligatoire pour parachever la mise en page.

Pour une aide détaillée, merci de consulter Aide:Wikification.
Si vous pensez que ces points ont été résolus, vous pouvez retirer ce bandeau et améliorer la mise en forme d'un autre article.
Pour les articles homonymes, voir Klingenthal (homonymie).
Klingenthal [kliŋəntal] (Klingedol [kligədōl] en alsacien}, littéralement «Vallée des lames» en alsacien et en allemand, (les «lames» étant celles des épées et sabres autrefois fabriqués sur place) est un village français situé sur les communes de Bœrsch (à 80 %) et d'Ottrott (20 %), dans la communauté de communes des Portes de Rosheim, dans le département du Bas-Rhin, en région Grand Est, anciennement région Alsace.
Le village est créé ex nihilo à partir de 1730, lorsqu’une manufacture d'armes blanches est établie par Louis XV. La manufacture fonctionne pendant un siècle, puis son activité est transférée à Châtellerault. Néanmoins, de 1838 à 1962, le village continuera de fabriquer armes et outils tranchants pour le compte privé de l'entreprise Coulaux.
On retrouve les traces de la « mono-industrie » d'État dans toute l'organisation du village : ateliers de forge (rez-de-chaussée) sur maisons d'habitation (1er étage), aiguiseries, moulins à eau, bassins de rétention et système de canaux, jusqu'aux équipements publics (école, église, temple).

## Géographie

### Localisation
Au pied du Mont Sainte-Odile (764 m d'altitude), Klingenthal s'étire sur près de 2 km le long du ruisseau Ehn, dans une vallée encaissée et boisée du piémont vosgien en lisière du vignoble alsacien (route des vins d'Alsace à 2 km). Le centre du village est à 4 km du centre de Bœrsch, à 2 km d'Ottrott, à 7 km d'Obernai et à 35 km au sud-ouest de Strasbourg. Il est également situé sur la route de Strasbourg au Champ du Feu (à 18 km), seule station de ski bas-rhinoise, et la plus proche de la capitale alsacienne.

### Lieux-dits et écarts

#### Historiques
- Vorbruck (littéralement "devant le pont", en alsacien), quartier du pont de l'Ehn à 2 km en amont du centre village (coord.: 48.4596, 7.3882). Situé à l’extrémité ouest de la route de la Forêt et à l'intersection des routes du Mont Sainte-Odile et du Champ du Feu. Maison forestière, deux anciennes scieries, l'une en contrebas de la maison forestière, l'autre en bordure du pont de l'Ehn, détruite par incendie en 1898 puis dans les années 1980, aujourd'hui disparue. Départ de randonnées vers le Mont Sainte-Odile, les châteaux médiévaux du Hagelschloss, de Birkenfels et de Kagenfels entre autres.
- Wolfsgrub (littéralement "La fosse du loup", en alsacien). Maison forestière située à l'extrémité est de la route de la Forêt, intersection des RD 204 et 216. Départ de randonnées à pied et à VTT. Arrêt de la ligne de bus CTS n°257 vers Strasbourg. Camping avec piscine extérieure chauffée, terrains de tennis, hébergements en bungalows (ancien centre de vacances EDF).
- Kupferhammer (littéralement "le martinet de cuivre"). En 1737 : François Oesinger établit deux martinets de cuivre (Kupferhammer) dans la vallée de l’Ehn, entre Klingenthal et Ottrott. L’entreprise produit alors cuves et chaudrons en cuivre. Son fils, Francois Daniel Oesinger, de Strasbourg (1731-1794), ex directeur de la manufacture royale reprend l'affaire. Charles Frédéric Oesinger (1794-1864), son petit-fils, conseiller général et député du Bas-Rhin, y ajoute en 1846 une fabrique de matières colorantes. En 1864, la propriété Oesinger est partagée entre deux fils : le 1er, Eugène hérite de la propriété (partie de l’actuel Clos des Délices). Le second, Charles Louis fait construire vers 1865 de l’autre côté de la rivière le petit château du Bachscheid. Le bâtiment tombe progressivement en ruine. Il est détruit vers 1960. L'ancien complexe est aujourd'hui transformé en hôtel "Le Moulin". De l'autre côté de la route, la propriété d'Eugène Oesinger devient couvent de sœurs bénédictines néerlandaises, actif jusque dans les années 1980 (lieu de culte ouvert à tous, messes accompagnées à la harpe). Puis la propriété devient l'hôtel "Le Clos des Délices".
- Waldbruder (littéralement [la cabane du] "frère de la forêt" ou [de] "l'ermite") : petit abri forestier situé à 455 m d’altitude, accessible à pied sur le premier contrefort du Heidenkopf, et dominant la vallée du Klingenthal (vue). Érigé en 1992 par Lucien Wahl, et restauré en 2016 par Jacques Gemehl. L'histoire raconte qu'en ce lieu vécut, de 1815 à 1820, le docteur Philipp Brunner, médecin et fils de maître d’armes de la manufacture de Klingenthal, qui s’engagea dans l’armée dans l'Armée napoléonienne en tant que médecin militaire à la suite du décès de sa femme Lisbeth. En 1815, après la défaite à Waterloo, il renonce à tout et se fait construire une cabane sur les rochers où il courait jadis avec Lisbeth. Il y vit en solitaire, détaché de tout, avec ses livres et quelques souvenirs… Un jour de l’an 1820, les villageois ne virent plus s’échapper la fumée de la cabane, Philipp Brunner, le « Waldbruder », était décédé.

#### Récents
- Eichwaeldel (littéralement "petit bois de chênes", en alsacien), lotissement résidentiel de maisons unifamiliales créé en 1974 entre Klingenthal et Ottrott-le-Haut. Il concentre l’essentiel des habitants de Klingenthal situés sur la commune d'Ottrott, le Klingenthal historique étant concentré sur la communique de Bœrsch, de l'autre côté du ruisseau Ehn.
- Les Hauts de Klingenthal : dans la forêt, ensemble de maisons en bandes (triplex) regroupées en six segments, accessibles seulement à pied en laissant sa voiture à l'entrée. Tennis, piscine. Année de construction : 1980. Architecte : à compléter.

### Environnement
En raison du réchauffement climatique (sécheresses et épisodes de canicule prolongés en été), les feux de tourbières forestières ont eu tendance à se multiplier ces dernières années dans le massif Vosgien en particulier aux alentours de Klingenthal.

## Armoiries
| Blason de Klingenthal | Les armes de Klingenthal se blasonnent ainsi : «D'azur à deux sabres versés d'argent, garnis d'or, posés en chevron renversé, les coquilles affrontées et accompagnés au point du chef d'une fleur de lis d'or.» |

Deux sabres encadrant une fleur de lys, référence au roi Louis XV qui fonda la manufacture d'armes blanches.
Le blason rappelle, par sa couleur et la disposition des sabres, celui de Bœrsch, commune qui accueille la majorité du territoire de Klingenthal. À la courbe des sabres de Klingenthal disposés en faux miroir qui s’ouvre vers la haut, répond la figure des poissons argentés de Bœrsch (perches) selon des couleurs, une courbure et une ouverture identiques.

## Toponymie
En 1730, Louis XV fonde au lieu-dit Struttmatt, la Manufacture Royale des Armes Blanches d'Alsace. Ainsi, les premières lames d'épée sont signées « d'Alsace ». Le nom Klingenthal n'existe pas encore. Créée avec dix ouvriers de Solingen, la Manufacture est une usine, pas encore un village avec un nom. Le nom Klingen-Schmiede im Ehn-Thal, que l'on peut traduire par les Forges de lames de la Vallée de l’Ehn, et qui aurait été par la suite simplifié en Klingenthal, est d'abord déposé.
Le nom Klingenthal apparaît néanmoins dès 1731 dans un registre de baptême de Barr où on lit "Johann Wilhelm Kind, Klingenschmied im Klingenthal" (Forgeron à Klingenthal) Le nom est formé sur un modèle où on désigne simplement le lieu par l'activité qui s'y trouve : ici, les lames, ou plus exactement le bruit caractéristique que l'on y entend : le verbe alsacien klingen signifiant sonner ou tinter. La ville de Solingen d'où viennent une partie des premiers ouvriers qualifiés est d'ailleurs appelée, sur ce même modèle : Klingenstadt, la Ville des lames, ou la Ville qui sonne.
Dans les rapports officiels de la Manufacture avec Paris, le nom est parfois francisé. Dans le rapport de Peloux de 1735, le nom devient Clinquethal. En 1794, on trouve la francisation : Clingental.
Sous les périodes allemandes de 1870-1918, puis 1940-44, il y avait deux Klingenthal dans le même pays. Le village alsacien avait pris pour nom exact Klingenthal-im-Elsass (en Alsace), pour le différencier de la ville homonyme Klingenthal-im-Sachsen (en Saxe), située près de la frontière tchèque, centre d'instruments de musique (violon, accordéon), et station de sports d'hiver (saut à ski).

## Histoire

### Avant la Manufacture

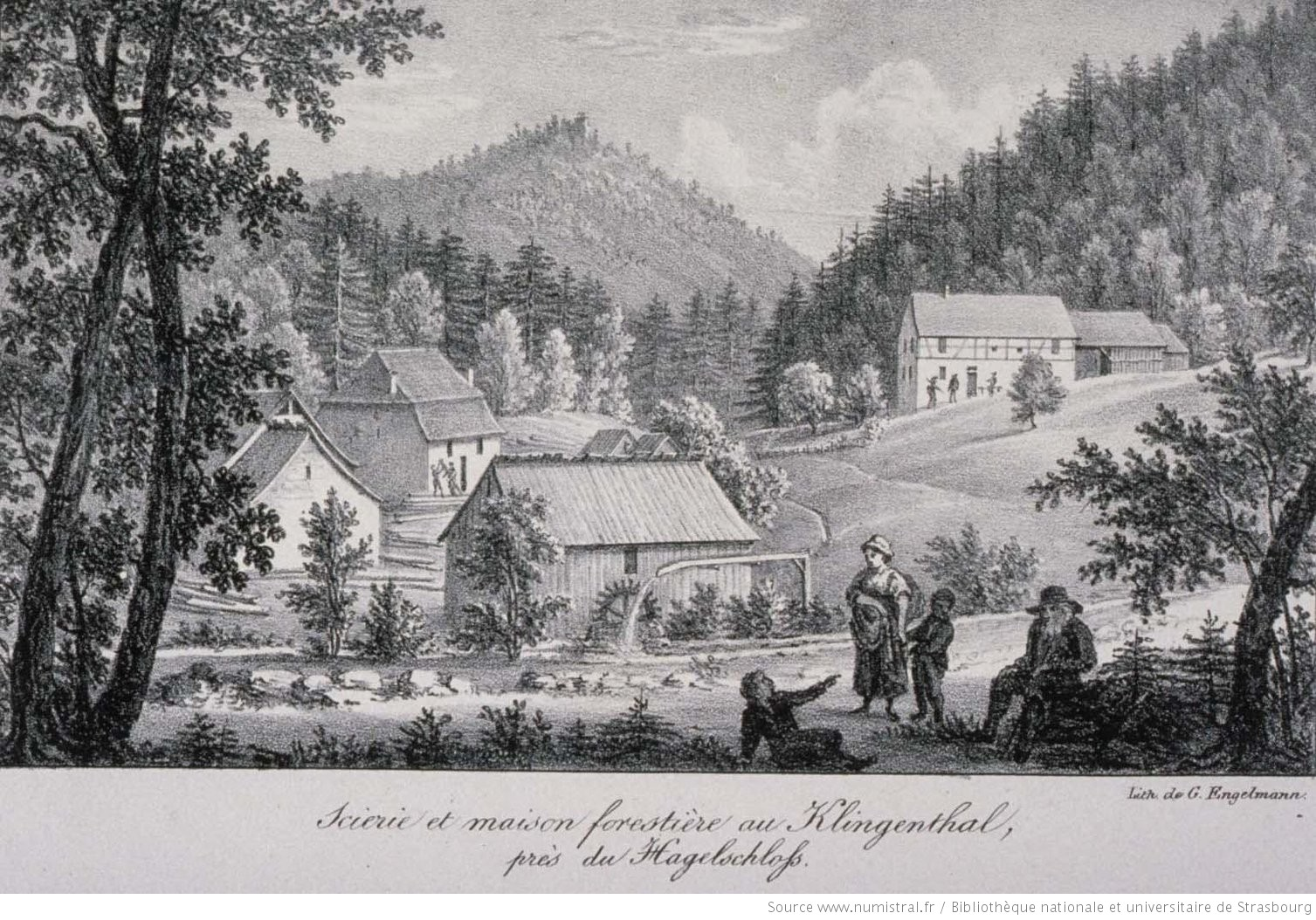
Scierie et maison forestière à Klingenthal, près du Hagelschloss, 1830. Bibliothèque nationale et universitaire de Strasbourg

Avant 1583, la vallée de l'Ehn, peu habitée, est déjà un lieu de passage, notamment vers le monastère du Mont Sainte-Odile, attesté en 738, distant de 7 km. Le lieu est dénommé Widenstrum ou Widenstrout dans les écrits du roi Henri IV de Germanie (XIe s.).
En 1583, le Chapitre de la Cathédrale de Strasbourg, propriétaire du couvent de Saint-Léonard (1134) décide la création — à l’endroit de l’actuel château — d’un «Schliffmühle» sur l’Ehn, un moulin à aiguiser où on réparait outils, faux, couteaux et armes, nécessaires au travail sur les terres conventuelles. Ce moulin était doublé d'une forge, dont Philippe Silbereisen était le forgeron.
L'Alsace devient française sous Louis XIV en 1648. Le roi décide l'établissement d'une manufacture d'armes blanches dans le pays, près de la nouvelle frontière, afin que les armes soient à portée des troupes en cas de besoin. Il faut attendre presque un siècle pour que ce vœu devienne réalité.
Le Grand Chapitre de Strasbourg, propriétaire des lieux, autorise en 1692 la création d'une scierie, mue par l'eau de l'Ehn, à côté d'une ferme existante au lieu-dit Entenpfühl. Le lieu accueille également une blanchisserie par la suite.

### Le temps de la Manufacture

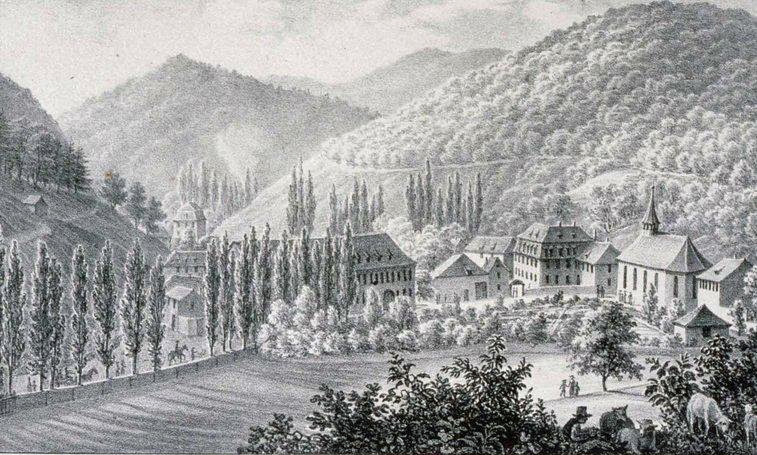
Vue de la manufacture d'armes à Klingenthal, 1830. Bibliothèque nationale et universitaire de Strasbourg.

Jusqu'au XVIIIe siècle, la France ne disposait pas de manufacture forgeant les lames pour les armes blanches. Les lames "ordinaires", étaient fabriquées par des forgerons et des fourbisseurs locaux, parfois dans des forges volantes qui s'établissaient là où était la demande. Mais les lames de meilleure qualité étaient importées de la plus renommée des manufactures "Européennes", celle de Solingen en Westphalie (Allemagne). Louis XV décide d'y remédier et charge le secrétaire d'État à la Guerre, Nicolas Prosper Bauyn d'Angervilliers, d'établir une manufacture d'armes blanches en son Royaume. 
Le 15 juillet 1730 le Roi délivre ainsi des lettres patentes pour l'établissement d'une Manufacture royale d'armes blanches en Alsace. Jean-Henri d'Anthès exploite et dirige les différentes forges en Haute-Alsace (actuel Haut-Rhin), et a déjà choisi, en 1713, la vallée de l'Ehn, en amont d'Obernai, pour installer sa dernière forge, en raison de la présence du cours d'eau obligatoire pour la production d'énergie nécessaire au fonctionnement des usines, de nombreuses matières premières utiles à la construction et au fonctionnement de l'usine (bois, grès). La proximité du Rhin permet le transport de l'acier venant de Siegen et de l'Arsenal de Strasbourg pour l'écoulement des armes et la pratique de l'alsacien, en usage dans la région, permet aux premiers ouvriers venus de Solingen de mieux s'intégrer. Pour la création initiale de la manufacture, Jean-Henri Anthès débauche en effet des ouvriers de Soligen, de Remscheid en Westphalie, et de Saint-Blaise dans la Forêt Noire.
En 1740, 5 ans après la mort du fondateur Anthès, la Manufacture obtient enfin le monopole de fabrication des armes blanches pour les armées françaises. Le duc de Choiseul, Ministre de la guerre de Louis XV décide en 1763 de rénover entièrement la Manufacture. L’établissement emploie alors 200 ouvriers, le village compte 600 habitants. De nombreux ouvriers ne peuvent déjà plus se loger sur place et doivent s'établir à Ottrott ou Bœrsch.
De «Royale», la manufacture de Klingenthal devient «Nationale» après la Révolution en 1792, «Impériale» en 1804, puis à nouveau «Royale» en 1815.
Sous l'Empire, le prince Joseph Bonaparte, frère de Napoléon Bonaparte, alors empereur, vient en visite a Klingenthal le 30 mai 1805 et, selon la tradition, loge au Château. En 1810, forte des guerres napoléoniennes, l’industrie de l'armement à Klingenthal n'a cessé de croître : la manufacture emploie alors 600 ouvriers qualifiés. 
La manufacture de Klingenthal faisait partie des manufactures d'armes impériales avec notamment pour les armes blanches la manufacture de Versailles et la manufacture d'armes de Saint-Etienne, ainsi que celles de Charleville et de Turin. Pour les armes à feu, les manufactures impériales de Tulle, Maubeuge, Mutzig, Roanne, Culembourg, Liège puis plus tard celle de Châtellerault.
L'année 1813 marque l'apogée de la production. À la suite de la campagne de Russie, Napoléon réorganise son armée et passe une vaste commande d'armes blanches à Klingenthal. La production d'épées et sabres de cavalerie est plus que doublée, passant de 32 000 en 1811 à près de 71 000 en 1813. On atteindra le nombre maximal de 679 ouvriers. L'abdication de Napoléon en 1814 fait néanmoins chuter la production à 52 000 en 1814. La chute est encore plus brutale en 1815 et perdure au cours de la période d'occupation alliée.
En 1817, à la suite de la création de la manufacture d’armes de Zlatooust en Russie en 1815, un accord entre États envoie une équipe d’ouvriers spécialisés de la manufacture de Klingenthal pour aider à cette création en apportant le savoir-faire alsacien. En 1836, un autre accord envoie le maître-armurier klingenthalois Ignace Sprenger à Zlatooust pour transférer la technique de fabrication de cuirasses de cavalerie résistantes aux balles de fusil. La mission sera accomplie, mais l’homme mourra sur place en janvier 1838.
Louis XVIII fonde, en 1819, la manufacture d'armes blanches de Châtellerault destinée à remplacer celle de Klingenthal, jugée trop proche de la frontière de l’est. Napoléon vient de subir une déroute, et Louis XVIII a beau être la "créature" des Prussiens et des Autrichiens, leur présence à deux pas de ses usines d’armement de Maubeuge, Charleville et encore plus Klingenthal, l’inquiète. Châtellerault est située loin de toute frontière. La coutellerie s’y est développée au fil des siècles et les ouvriers sont des experts recherchés, d’autant que, jusqu’en 1830, la Manufacture de Châtellerault se consacre exclusivement aux armes blanches. La Vienne est également un fournisseur plus puissant d’énergie motrice, les roues étant progressivement remplacées par des turbines électriques. Dès 1819 donc, un armurier et un réviseur sont détachés d'Alsace vers la nouvelle manufacture pour former les premiers ouvriers.

### L'exil vers Châtellerault

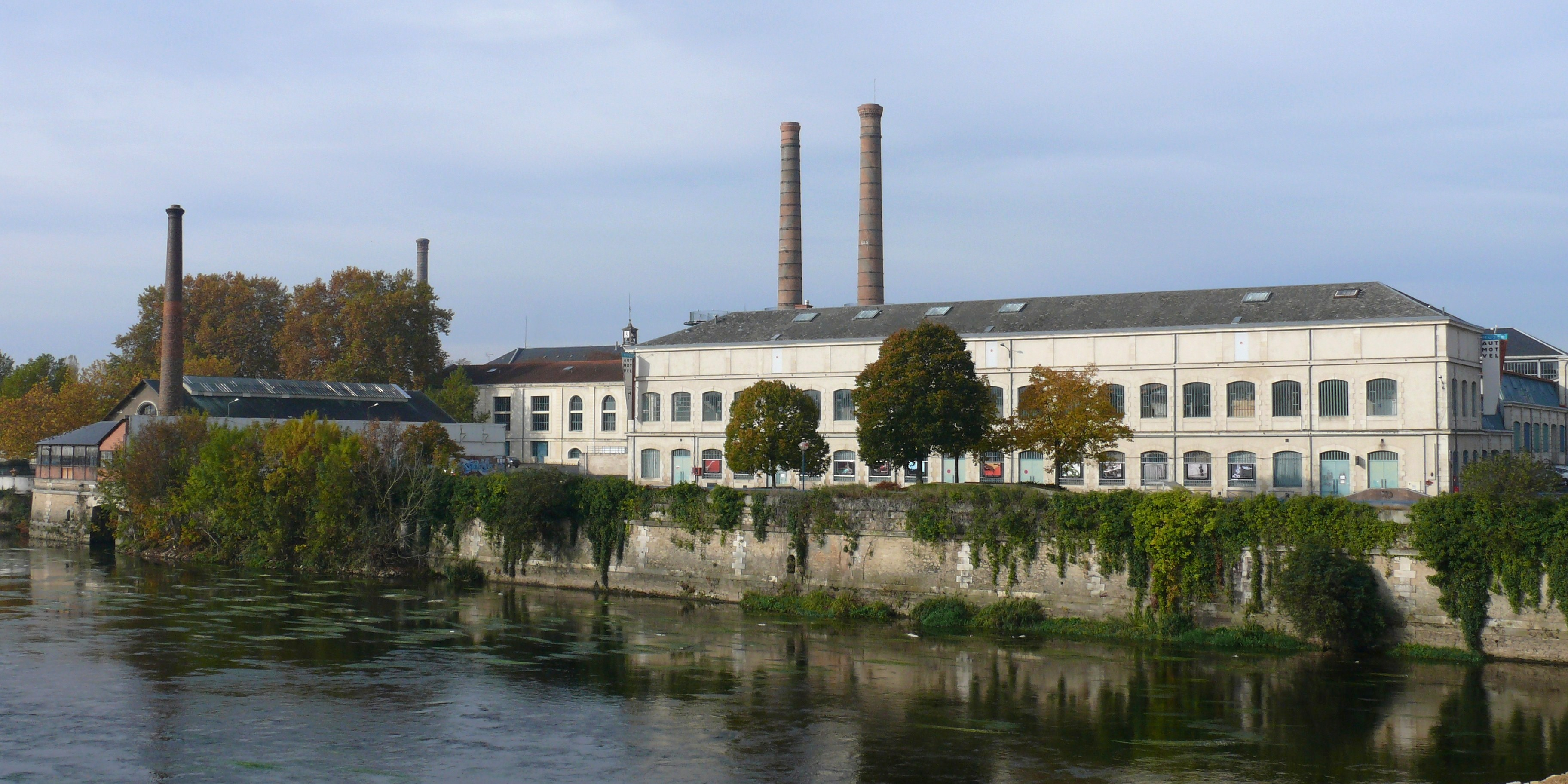
Manufacture d'armes de Châtellerault sur la Vienne. Construite en remplacement des manufactures du Nord et du Nord-Est, dont celle de Klingenthal

La fermeture de la Manufacture d’Armes de Klingenthal est actée en 1833 par le gouvernement qui argue que la proximité des frontières rend son exploitation incertaine en cas de conflit, notamment avec le voisin allemand.
La manufacture est vendue aux enchères en 1838. L'État vend trois martinets, cinq aiguiseries, deux maisons de maître, neuf ateliers, deux magasins, une forerie, une « caserne », un grand réservoir, une dizaine de maisons, un bâtiment de sept étables à vaches, dix-huit petits jardins et plus de 5 hectares de prairies et de terres. La famille Coulaux acquiert l'outil de production. L’établissement devient «Entreprises Coulaux».
Lors du déménagement de la manufacture vers Châtellerault, ce sont des dizaines de Klingenthalois qui doivent suivre leur emploi et s'exiler vers leur nouveau destin. Ils seront rejoints par d'autres après 1870 et l'annexion de l'Alsace. Ce fut un voyage sans retour, et la plupart des nouveaux arrivants optèrent pour la nationalité française. La communauté klingenthaloise se regroupe dans le quartier de Châteauneuf autour de la nouvelle église Saint-Jean-l'Evangéliste. Dans la « chapelle des Alsaciens », les inscriptions en allemand des vitraux rappellent la province perdue, et les tombes du cimetière de Châteauneuf portent de plus en plus de patronymes alsaciens. En 1936, on fêta officiellement les 100 ans de Grégoire Schaffner, né à Klingenthal en 1836 et exilé à l'âge de trois ans, en lui remettant la Légion d'Honneur. Il s'éteindra deux ans plus tard, dernier témoin de l'aventure qui avait conduit les ouvriers en armes de Klingenthal jusqu'aux rives de la Vienne.

### Après la Manufacture

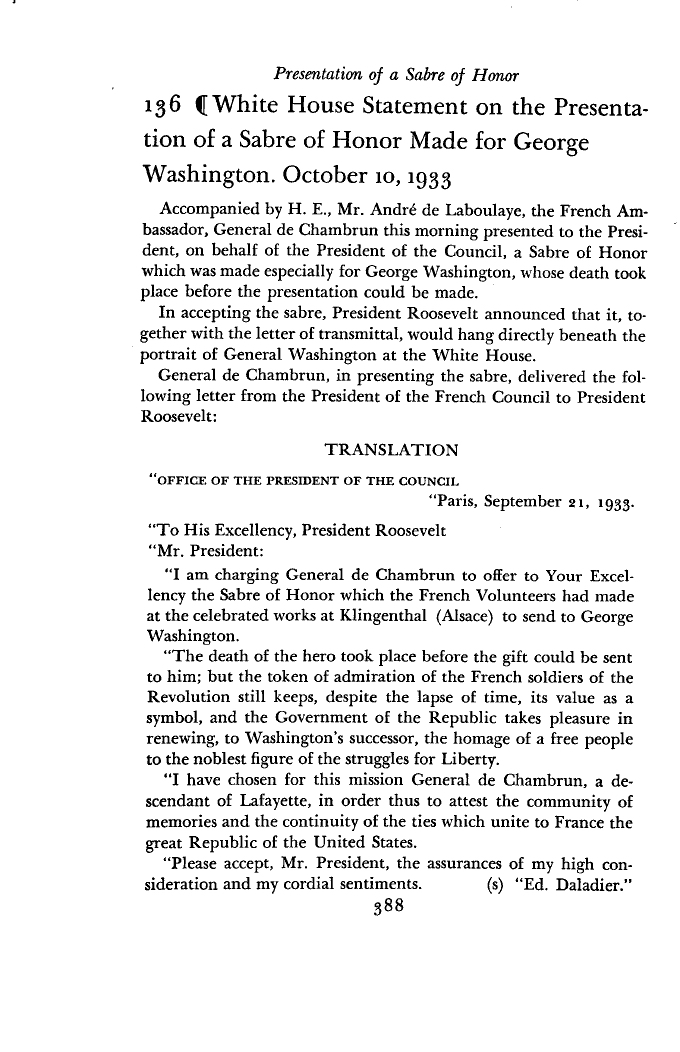
1933 : un sabre d'honneur créé spécialement pour George Washington à Klingenthal, « hommage des jeunes révolutionnaires français », est remis au président Roosevelt.

Alors que l'Alsace-Lorraine est en train d'être rattachée à l'Allemagne en 1870, les troupes allemandes qui occupent Klingenthal emportent toutes les armes qui s’y trouvent. Un demi-siècle plus tard, pendant la Première Guerre mondiale, des soldats allemands occupent les locaux de la manufacture de Klingenthal, remplacés bientôt par des prisonniers russes. 
Dans l'entre-deux-guerres, le 10 octobre 1933, un sabre d'honneur créé spécialement pour George Washington, que les volontaires français de la Révolution avaient fait exécuter à la manufacture de Klingenthal, est remis au président Roosevelt des États-Unis. C'est un « hommage des jeunes révolutionnaires français au noble champion des guerres de l’Indépendance. » La garde du sabre représente un aigle américain. Le monogramme de Washington surmonté de l’aigle et des étoiles de l’Union est reproduit à la fois sur la garde et sur la lame.
Après la Seconde Guerre mondiale, trois martinets et une forge sont encore en activité pour produire des faux et des faucilles en 1945. Dix en plus tard, en 1955, seule une dizaine d'ouvriers demeurent aux établissements Coulaux de Klingenthal.
La dernière forge de Klingenthal cesse son activité en 1962. Ironie du sort, c'est dans l'aiguiserie no 1, construite dès 1730 et transformée en martinet, qu'est forgée la dernière faux, par le dernier ouvrier de l'épopée des lames : Georges Aschauer, lui-même héritier, après sept générations, du savoir-faire de son aïeul Andreas Aschauer, 1er aiguiseur venu de Solingen en 1730.
Une Association pour la sauvegarde du Klingenthal, visant à préserver les patrimoines industriels, architecturaux, sociaux et immatériels (savoir-faire, métiers) du village-manufacture est créée en 1991.
En 1995, le colloque international « Écologie, éthique, spiritualités », organisé par Pax Christi-France, débouche sur l'appel de Klingenthal.

### Liaison avec Strasbourg
En 1930, une ligne de tramway Strasbourg-Ottrott fut inaugurée. Exploitée par la Compagnie des Tramways Strasbourgeois, elle partait de l’Ancienne Gare à Strasbourg, située à l’emplacement actuel de la Place des Halles, passait par la Montagne Verte, Lingolsheim, Entzheim, Geispolsheim, Blaesheim et Obernai. À Meistratzheim, elle rejoignait une ancienne voie existante d’Erstein à Ottrott.
Cette ligne champêtre de 35 km desservait une douzaine de stations et était entièrement électrifiée et dotée d'un matériel moderne permettant d’atteindre le terminus en deux heures au prix relativement modique de 5,5 francs. De là, un autocar prenait le relais pour amener pèlerins et touristes jusqu’au Mont Sainte-Odile via Klingenthal. Un cadencement — jusqu’à huit trams par jour dans chaque sens — a permis de transporter plus de 1 600 000 voyageurs en 1937.

### Conditions de vie
Du temps de la Manufacture, les Klingenthalois étaient soumis directement à l'État français. Ils jouissaient certes de privilèges en étant dispensés de taxes et d'impôt, dispensés de conscription. En contrepartie, le travail était dur. Le contrôle pour la qualité des armes ou pour tenir la demande de production de fourniture des armées imposait une stricte organisation des conditions de travail.
En outre certains métiers étaient particulièrement pénibles. Les aiguiseurs par exemple inhalaient de fortes quantités de poussière d'usure des meules de grès, les polisseurs respiraient eux la fine poussière de charbon, toutes deux fortement nuisibles à la santé. Beaucoup souffraient de silicose et mouraient jeunes.
À partir du XIXe siècle, à la mono-industrie des armes blanches et des outils de taille viennent progressivement s'ajouter les activités agricoles, forestières (scieries) – qui pré-existaient; mais se redéveloppent en temps de crise de la production et de chômage – puis de tourisme et de villégiature dès le dix-neuvième siècle, hôtels, restaurants.  
Depuis la riche et très peuplée plaine d'Alsace, Klingenthal est une des premières vallées où on puisse se « mettre au vert » et se consacrer à la randonnée (Club Vosgien), et à la chasse. Sans connaître le développement d'une station touristique comme le Hohwald proche, quelques Strasbourgeois et Alsaciens fortunés y installent leur résidence secondaire, et certains anciens établissements de la Manufacture sont aménagées en restaurants, en pensions ou en hôtels.

## Odonymie
L’odonymie ou « science des noms de rue », permet une plongée linguistique dans l’histoire du village de Klingenthal. Depuis 2010, à l’instar des communes de France et d’ailleurs qui ont retrouvé les anciennes appellations en langue locale, Klingenthal a inauguré ses nouvelles plaques de rue, remettant l’appellation alsacienne « sous le français ». On trouve ainsi :
- Starneplatzel : place (Platzel) de l’Étoile (Starne), [se traduirait par Sternplatz en allemand]
- Bueweeck : carrefour (Eck) des garçons (Buewe), [se traduirait par Bubeneck en allemand], patte d'oie entre la route du Sainte-Odile et la route de Grendelbruch, où se donnaient traditionnellement rendez-vous les garçons… à la recherche des filles.
- Grandelbruecherstross : route de Grendelbruch [se traduirait par Grendelbruchstrasse en allemand]
- Gassel, la ruelle, aujourd’hui rue Paul Appel [se traduirait par Gasse en allemand]
- Warb, digue en alsacien ancien, aujourd’hui rue de l’École, digue qui longeait le bief entre la 1re aiguiserie (place de l’Étoile) et la rue de l’Ehn.
- Zincke : la fourche ou le nez, la rue de l'Ehn, anciennement divisée en Verderzincke (devant la fourche) et Hinterzincke (derrière la fourche).
- Fuehrwej : [rue des] charrettes, rue de l’Ehn entre la route de Grendelbruch et la rue de l’Église [se traduirait par Fuhrwerk en allemand].
- Nejewaj : littéralement "nouveau (neje) chemin (Waj)", partie aval de la route de la Forêt entre la rue des Sapins (Hohlewaj) et l'ancienne maison forestière Wolfsgrub, construite pendant l'entre-deux-guerres pour accéder à la nouvelle carrière [se traduirait par Neuweg en allemand].
- Riemewaj : chemin (Waj) de ceinture (Rieme), [se traduirait par Riemenweg en allemand], sur la commune d'Ottrott, relie la route du Mont Sainte-Odile à la rue de l'Ehn.
- Hohlewaj, chemin (Waj) creux (hohl), aujourd'hui rue des Sapins reliant la route de la Forêt à la rue de l'Ehn [se traduirait par Hohlweg en allemand].
- Neppsepfadel, le sentier (Pfadel) des Nippes, les "Nippes" étant une famille de trempeurs klingenthalois qui avaient là leur jardin ou qui en avaient fait le passage vers leur atelier de trempe [se traduirait par Nippespfad en allemand].
- Gangel, rue de l'Église, en référence au couloir que fait cette rue entre les deux églises [se traduirait par Gang en allemand].
- Schuelgangel, littéralement "corridor" de l'École (Schuel) [se traduirait par Schulgang en allemand].
- Meschtgassel : littéralement ruelle (Gassel) du fumier (Mescht), derrière la maison de la Manufacture jusqu'au restaurant de l'Étoile [se traduirait par Mistgasse en allemand].
- Lejmewaj : littéralement chemin (Waj) de l'argile (Lejme), un chemin reliant la place des Armes et la route de la Forêt qui se trouvait être toujours boueux à cause de son sol en argile, argile qui entrait dans le processus de fabrication des armes blanches [se traduirait par Lehmweg en allemand].

## Où voir des armes de Klingenthal?

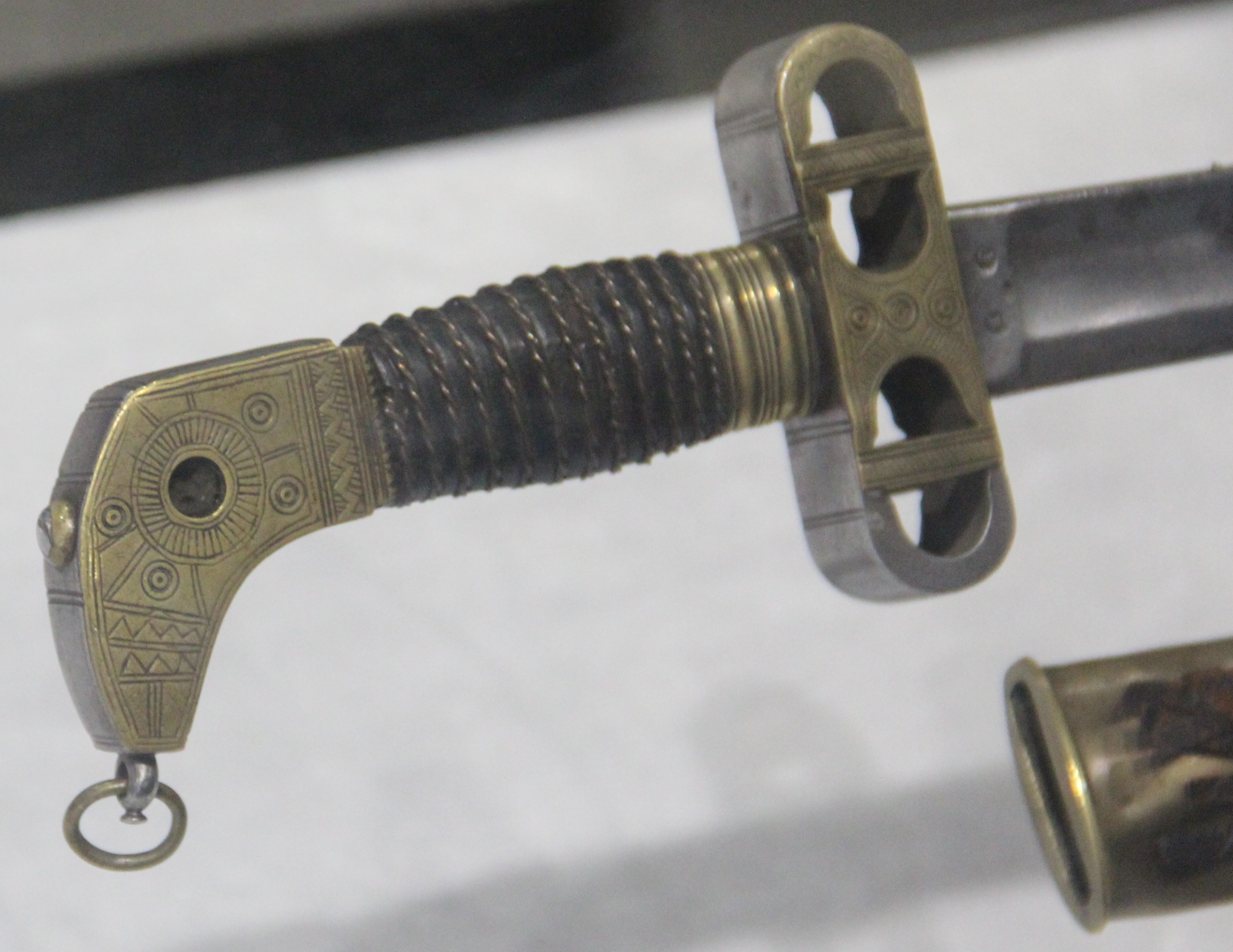
Poignée du sabre d'Oumar Tall, exposé au Musée des civilisations noires de Dakar.

- Épée de l'enterrement de Louis XVIII (1821), signée "Manufacture royale de Klingenthal", visible au Trésor de la Basilique de Saint-Denis.
- Vingt-trois armes de Klingenthal parmi lesquelles des épées, des sabres (de cavalerie, de grenadier), une cuirasse et un casque au Musée de l'Armée à Paris.
- Trois épées et un sabre de Klingenthal aux châteaux de Malmaison et Bois-Préau
- Une épée d'un général de division et une épée d'académicien au Musée du Louvre.
- L'épée d'académicien de Jules-Eugène Lenepveu est exposée au Musée des antiquités Saint-Jean à Angers.
- L'épée d'académicien de Georges Duplessis à la Bibliothèque de l'Institut de France à Paris
- Sabre d'abordage ou sabre « Sartine », 1779 à destination de la guerre d'Amérique, utilisé jusqu'en 1801. Manufacture de Klingenthal, Coulaux frères entrepreneurs. Exposé au Musée national de la Marine à Brest.

## Épées d'académiciens
Nombres d'épées d'académiciens sont des épées réalisées à Klingenthal, pour tout ou partie : le plus souvent, seule la lame a été forgée en Alsace. Le reste est laissé aux soins d'un joailler.
Remise à l’élu quelques jours avant sa réception, l’épée est à l’origine le signe de l’appartenance des académiciens à la Maison du roi ; son port se généralise à partir de la Restauration ; seuls les ecclésiastiques et, en principe, les femmes n’en reçoivent pas. Jacqueline de Romilly n’en portait pas. Elle l'avait remplacée par un sac à main brodé. Alors que Hélène Carrère d’Encausse, Florence Delay, Assia Djebar, Simone Veil, Danièle Sallenave et Dominique Bona ont choisi d'en porter une.
Traditionnellement la poignée de l’épée porte les symboles représentant la vie et l’œuvre du futur académicien. Son épée, emblème de sa personnalité, est généralement offerte au nouvel académicien par ses amis et admirateurs grâce à l’ouverture d’une souscription (Comité de l’épée), au cours d’une cérémonie qui précède la réception officielle. Elle revient à la famille lors du décès de ce dernier.
L’épée d’académicien est conçue avec beaucoup de liberté par des artistes joailliers tels que Goudji, la maison Arthus Bertrand, René Boivin, Stéphane Bondu, Boucheron, Cartier, Mellerio dits Meller, Jean Vendome, etc. ou des artistes renommés tels que Pierre Soulages, César, Ousmane Sow. Les épées anciennes sont fourbies par Michel Renonciat.
| Liste des académiciens possesseurs d'épées de Klingenthal | Liste des académiciens possesseurs d'épées de Klingenthal | Liste des académiciens possesseurs d'épées de Klingenthal | Liste des académiciens possesseurs d'épées de Klingenthal | Liste des académiciens possesseurs d'épées de Klingenthal | Liste des académiciens possesseurs d'épées de Klingenthal | Liste des académiciens possesseurs d'épées de Klingenthal |
| Académicien                                               | Dates                                                     | Qualité(s)                                                | Académie ou Distinction                                   | Élu en                                                    | Lame                                                      | Poignée ou autre |
| --------------------------------------------------------- | --------------------------------------------------------- | --------------------------------------------------------- | --------------------------------------------------------- | --------------------------------------------------------- | --------------------------------------------------------- | --- |
| Joseph Barthélemy                                         | 1874-1945                                                 | juriste, ministre de la Justice (régime de Vichy)         | Sciences morales et politiques                            | 1927                                                      | « Coulaux et Cie Klingenthal »                            | Griffe Mellerio dits Meller, Paris. Poignée: or, fusée ajouré: 12 tiges avec liens torsadés sertis de 218 diamants. Fusée: blason gravé d'Auch, plume or, cartouche ovale: symbole gravé de la justice: glaive & balance. Pommeau: sphère de lapis-lazuli, décor 18 étoiles en or. Fourreau: cuir à 2 garnitures or. Chape: or, décor gravé: couronne de laurier cerclant la Loi & attache à la croix basque, pastille de nacre. Bouterolle: or & diamants |
| Georges Duplessis                                         | 1834-1899                                                 | historien d'art                                           | Académie des Beaux-arts                                   | 1891                                                      | « Manufacture Coulaux et Cie Klingenthal.»                | XIXe siècle |
| Maréchal Juin                                             | 1888-1967                                                 | général d'armée, maréchal de France                       | Académie française                                        | 1952                                                      | « Coulaux »                                               | |
| Louis Landouzy                                            | 1845-1917                                                 | médecin neurologue                                        | Académie des sciences                                     | 1913                                                      | "Coulaux à Klingenthal"                                   | "Maison Falize" |
| Henri Lavagne                                             | 1939                                                      | historien de l'Antiquité romaine                          | Inscriptions et Belles-Lettres                            | 2006                                                      |                                                           | épée de 1825 ayant appartenu à un officier de la Garde de Charles X. |
| Jules-Eugène Lenepveu                                     | 1819-1898                                                 | peintre                                                   | Académie des Beaux-arts                                   | 1869                                                      | « Coulaux et Cie Klingenthal »                            | Épée de cour, 1er ou 2d Empire. Poignée: bronze & nacre, décor: motifs végétaux & arabesques. Garde: aigle aux ailes éployées dans couronne de laurier et de chêne. Lame triangulaire damasquinée, feuillages & trophée d'armes. |
| Frédéric Masson                                           | 1847-1923                                                 | historien                                                 | Académie française                                        | 1903                                                      | « Coulaux et Cie Klingenthal »                            | |
| Alfred Mézières                                           | 1826-1915                                                 | historien de la littérature, homme politique              | Académie française                                        | 1874                                                      | « Coulaux et Cie Klingenthal ».                           | |
| Pierre de Nolhac                                          | 1859-1936                                                 | historien et poète parnassien                             | Académie française                                        | 1922                                                      | « Coulaux et Cie Klingenthal ».                           | |
| Paul Pascal                                               | 1880-1968                                                 | chimiste                                                  | Académie des sciences                                     | 1845                                                      | « Coulaux et Cie à Klingenthal France »                   | Épée de 1947. Garde: laiton laqué, pommeau: ivoire. Capuce: «pax bellum», motif: moisson & usine dans livre ouvert. Couronne de laurier. Signature «Recker Brasier». Garde: bobine électrique stylisée, «1909». Poignée: figure gravée d’Athéna, bombe gravée sur plaquette ivoire. Pommeau: insert argent «PP». Fourreau: peau de serpent gris. Attache & bouterole: laiton. Bouton:ivoire                                                                |
| Henri Rabaud                                              | 1873-1949                                                 | compositeur et chef d’orchestre                           | Académie des Beaux-arts                                   | 1918                                                      | « Coulaux et Cie Klingenthal »                            | |
| Jean Tharaud                                              | 1877-1952                                                 | écrivain                                                  | Académie française                                        | 1946                                                      | « Coulaux »                                               | |
| à compléter                                               |                                                           |                                                           |                                                           |                                                           |                                                           | |

## Politique et administration

### Liste des entrepreneurs de la manufacture
Il n'y a pas de maire à Klingenthal car elle n’a jamais été constituée en commune. La « politique » et la police sont du ressort direct de l'État français, à travers l'entrepreneur de la Manufacture, son représentant.
| Période | Période | Entrepreneur                                                     | Origine                        | Dénomination de l'établissement                  |
| ------- | ------- | ---------------------------------------------------------------- | ------------------------------ | ------------------------------------------------ |
| 1730    | 1733    | Henri Anthès (1670-1733)                                         | All. puis Ht-Rhin              | Manufacture Royale d’Alsace (1730-ca.1768)       |
| 1733    | 1735    | Jean-Phlippe Anthès (1699-1760)                                  | All. puis Ht-Rhin              | Manufacture Royale d’Alsace (1730-ca.1768)       |
| 1735    | 1736    | François Joseph de Mackau (baron) Wiedemann                      | Hurtigheim Strasbourg          | Manufacture Royale d’Alsace (1730-ca.1768)       |
| 1736    | 1738    | François Joseph de Mackau (baron) Frédéric Wolff                 | Hurtigheim Strasbourg          | Manufacture Royale d’Alsace (1730-ca.1768)       |
| 1738    | 1747    | Frédéric Wolff                                                   | Strasb.(banquier)              | Manufacture Royale d’Alsace (1730-ca.1768)       |
| 1747    | 1753    | Jean Philippe Richshoffer (1717-1796)                            | Strasbourg                     | Manufacture Royale d’Alsace (1730-ca.1768)       |
| 1753    | 1765    | Lucien Jacques Maupetit                                          | Paris (armurier)               | Manufacture Royale d’Alsace (1730-ca.1768)       |
| 1765    | 1784    | Louis-Antoine Gau de Vaumarin François-Daniel Oesinger           | Strasbourg                     | Manufacture Royale de Klingenthal (ca.1768-1792) |
| 1784    | 1791    | Jean-François Perrier                                            |                                | Manufacture Royale de Klingenthal (ca.1768-1792) |
| 1791    | 1801    | De Bissy et consorts                                             |                                | Manufacture Nationale (1792-1804)                |
| 1801    | 1836    | Jacques Coulaux (1762-1834) Julien (II) Coulaux père (1764-1844) |                                | Manufacture Impériale (1804-1815)                |
| 1801    | 1836    | Jacques Coulaux (1762-1834) Julien (II) Coulaux père (1764-1844) | Manufacture Royale (1815-1836) |                                                  |
| 1838    | 1840    | Julien (III) Coulaux fils (1807-1840)                            |                                | Coulaux Aîné & Compagnie                         |
| 1840    | 1842    | Charles-Louis Coulaux (1810-1887)                                |                                | Coulaux & Compagnie                              |
| 1887    | 1925    | Julien (IV) Coulaux (fils de Ch-L) (1844-1925)                   |                                | Coulaux & Compagnie                              |
| 1925    | 1962    | directeurs à Montbrison, Loire, à compléter                      |                                | Coulaux & Compagnie S.A.                         |

### Demandes d'indépendance
Création du Roi de France, le village-manufacture a vécu un siècle en autonomie par rapport aux communes de Bœrsch, Ottrott et Obernai qui l'accueillaient sur leur ban. Le roi assurait la politique, réglait sa vie, assurant travail et logement. Les ouvriers et habitants étaient par exemple exempts de taxes et impositions, mesures reconnues et rappelées dans les Lettres Patentes accordées à chaque nouvel entrepreneur, qui jouait en quelque sorte aussi le rôle de maire ou de gouverneur du village. La vente de la manufacture par Paris, et son "déménagement" vers Châtellerault fut un rappel aux réalités.

### État Civil
Klingenthal dépend des communes de Bœrsch et Ottrott. Néanmoins, le village possède ses propres registres d'état-civil de 1840 à 1871, et depuis 1877. Quant aux registres paroissiaux, la paroisse catholique Saint-Louis est une annexe de Bœrsch et Ottrott, la paroisse protestante est une annexe de Heiligenstein.

## Population et société

### Démographie

#### Évolution démographique
Klingenthal n'étant pas érigée en commune, l'évolution du nombre d'habitants n'est estimée qu’approximativement au travers de données trouvées dans divers documents et recensements officiels concernant les bans de Bœrsch, d'Ottrott, en incluant parfois les habitants d'autres écarts proches (Kupferhammer, maisons forestières, etc.).
| Année        | 1760                                                     | 1784                      | 1805 | 1818                                                               | 1836                            | 1841                                      | 1853 | 1866 | 1900 | 1939 | 1952 | 1990 | 1999 |
| Pop. estimée | 250                                                      | 600                       | 650  | 762                                                                | 756                             | 593                                       | 570  | 497  | 620  | 240  | 350  | 450  | 650  |
| ------------ | -------------------------------------------------------- | ------------------------- | ---- | ------------------------------------------------------------------ | ------------------------------- | ----------------------------------------- | ---- | ---- | ---- | ---- | ---- | ---- | ---- |
| Détail       | 17 foyers luthériens 2 foyers réformés 32 foyers cathol. |                           |      | ban Bœrsch: 654 ban d’Ottrott: 66 ban d'Obernai: 42 rapport Krantz | Bœrsch:653 Ottrott: 103 recens. | Bœrsch:507 Ottrott: 86 recens.            |      |      |      |      |      |      |      |
| Commentaire  |                                                          | au dép. de l'entrepr. Gau |      | croissance régu- lière dû au dév. de la Manufacture                |                                 | baisse due aux départs vers Châtellerault |      |      |      |      |      |      |      |

#### Origines
Village créé ex-nihilo à partir d'un noyau d'ouvriers et de cadres étrangers à la région, il n'y a plus aujourd'hui de traces de cette singularité, que ce soit dans le parler ou dans un accent spécifiquement klingenthalois. Il reste néanmoins, dans la patronymie, une trace de ces ascendants étrangers, main d’œuvre qualifiée, que Louis XV a demandé d'aller chercher à Solingen et Remscheid, en Rhénanie (région de Cologne et Düsseldorf) pour commencer la production des armes blanches. Les patronymes Aschauer, Schmid, Schmidt, Engels, Kind, Wundes, Evertz, Eichhorn, Kind, Degard (Teegarten), rappellent ces origines lointaines du Rhin inférieur.

### Culture

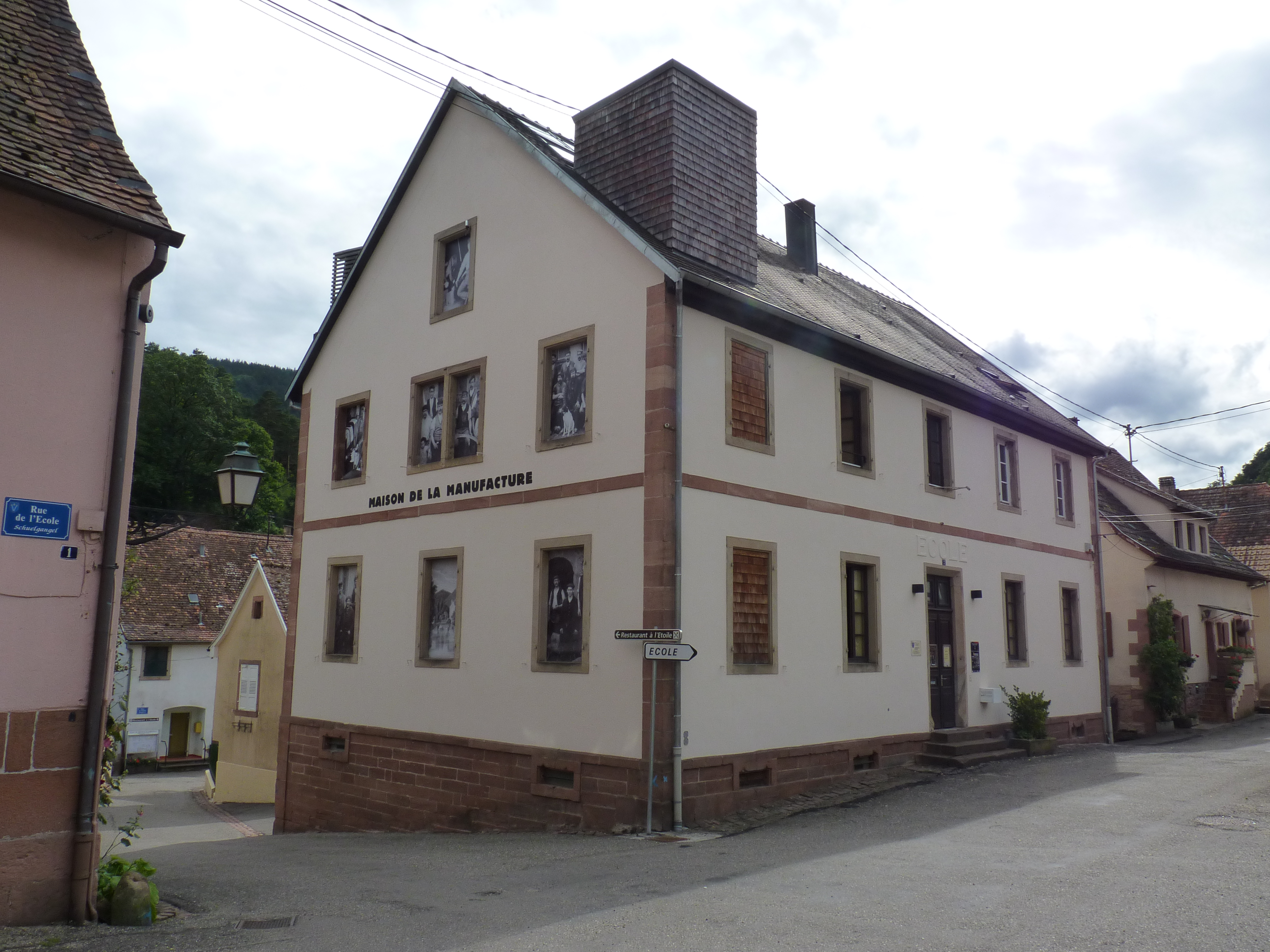
Ancienne école communale transformée en Maison de la Manufacture

- Maison de la Manufacture d'Armes Blanches (MMAB)[18] : s'installe à partir de 1995 dans l'ancienne école du village, avant d'ouvrir au public en 2007.
- L'Atelier des arts (atelier pour artistes ; expositions ; souvenirs ; cours pour adultes et enfants), face à la Maison de la Manufacture, ouvert en 2010.

### Sports
- Klingenthal est une étape de très nombreux chemins de randonnées balisés par le Club Vosgien.
- Mur d’escalade en extérieur dans l'ancienne carrière de grès Winterberger, orientée au sud, équipée de 46 voies dont les plus hautes atteignent 32 mètres, située route de la Forêt. Cotations : de 5a à 7c+[19]. Attention à la possibilité de chutes de pierre et au nichage des hiboux grand duc au printemps.
- Sentier pédagogique du Steinberg : conçu pour permettre aux handicapés moteur et malvoyants d'approcher au mieux la nature et de découvrir la forêt de la région. Panneaux d'interprétation en braille, sentier entièrement gravillonné.

### Commerce et hébergement
- Un bureau de poste ouvert en 1895 perdure jusque dans les années 1980.
- Boulangerie-pâtisserie, point presse.
- Nombreux hôtels, gîtes, chambres chez l'habitant, campings

### Festivités
- Tour du Mont Sainte-Odile : en juin 1926 et 1927, une course cycliste de 100 km, prenait départ et arrivée à Klingenthal, passant par Obernai, Bischoffsheim, Molsheim, Mutzig, Dinsheim, Grendelbruch (primes), Klingenthal, Sainte-Odile (primes), Le Hohwald, Andlau, Eichhoffen, Saint-Pierre, Gertwiller, Goxwiller. Niedernai, Obernai, Ottrott, Klingenthal. Elle fut gagnée par Ullrich en 1926 (Peugeot).
- Course de côte du Mont Sainte-Odile : en août 1926 et 1927, une course automobile était organisée par l’Automobile-Club d’Alsace sur la route de Klingenthal au Mont Sainte-Odile. Le départ était donné à la sortie de Klingenthal, et l'arrivée, à 800 mètres avant le Monastère soit un parcours de 5,5 km avec une pente de 6 à 8%. Cette course était ouverte à la fois aux constructeurs et aux propriétaires de voitures, voiturettes, cyclecars et motocyclettes. C'est Marco, sur Bugatti, qui gagna deux années de suite la course. En 1927, il fit tomber son record de l'année précédente à 3’49", grimpant à la formidable moyenne de 93,272 km/h.
- Fête de la Forge et de l’Arme Blanche : tous les deux ans, le 3e weekend de juillet, années paires uniquement.

## Patrimoine

### De l'ancienne manufacture
- Château : résidence des entrepreneurs de la Manufacture, il est construit en 1732, transformé et embelli en 1858 par la famille Coulaux qui y habite jusqu'en 1871. Il est vendu en 1900 à Charles et Paul Appell, pillé en 1940, réquisitionné pour loger les gradés SS allemands ainsi qu’un centre de convalescence (SS Erholubgsheim), transformé en hôtel en 1947 (« hôtel du Château »), et finalement racheté par la fondation suisse Goethe en 1973, propriétaire actuel, qui y organise des symposiums. La pièce d'eau dans les jardins du château fait office de réservoir pour alimenter les roues à aubes des forges et aiguiseries. Il pré-existait à la fondation de la manufacture en 1730 et avait sans doute été créé lorsque le premier moulin recensé de la vallée fut décidé en 1583.
- Parc du Château : à l'intérieur de son enceinte, le domaine du château, totalement construit, a abrité beaucoup de bâtiments de la Manufacture, sans doute les plus stratégiques, comme le magasin des armes où elles étaient entreposées avant livraison. Au cours du XXe siècle, pratiquement toutes les constructions ont été détruites, laissant place à l'actuel Parc.
- Maison de la Manufacture d’Armes Blanches (MMAB) : a ouvert en 2007 dans l'ancienne école du village, construite en 1872, fermée en 1988, pourvue de 2 salles de classe (1 catholique, 1 protestante) et 2 logements pour instituteurs.
- Église Saint-Louis, catholique, érigée en 1761 très exactement dans l’axe et face au château, agrandie en 1812. Son nom a été choisi, comme celui de toutes les églises militaires, en rapport au roi de France, qui a fondé la Manufacture. Façade en pignon surmontée d'un petit clocher octogonal couvert d'ardoises. Horloge sur clocher (1862, Ungerer Frères). Plaque-sculpture de Saint-Louis en grès au-dessus de la porte (1936, Édouard Stentzel, sculpteur, Strasbourg). À gauche de l’entrée : croix de mission : 1901. Intérieur : orgue installé en 1825 (Joseph Chaxel, Benfeld), soufflerie électrifiée en 1927 par Edmond-Alexandre Roethinger (Schiltigheim) ; nouvel orgue en 1968 par Max Roethinger[20]. Peintures : dans l’axe de la nef : Saint-Louis (1821, Jean Pierre Acker [1775-1851], Obernai) ; chemin de croix, 14 tableaux, 1939, Carmel de Cherbourg. Vitraux teintés (1906, Ott frères, Strasbourg) en remplacement de vitres ordinaires.
- Temple ou église luthérienne : construit en 1828. Petit clocheton en façade. Cloche offerte en 1859 par Jacob Holtzer. Orgue Martin Wetzel (1844)[21]. Culte bilingue (2017).
- Ancienne Maison des Inspecteurs : élégante bâtisse construite en 1768 dans un parc agrémenté d’une pièce d’eau. Vendue peu après la suppression de la manufacture en 1835 et revendue en 1900 pour être transformée en hôtel («Grand Hôtel», puis «Hôtel du Parc»). Aujourd'hui c’est une propriété privée.
- Ancienne Maison des Capitaines (1802) : rare construction de la rive droite de l'Ehn, elle est sans doute le plus imposant bâtiment encore visible aujourd'hui, avec le château, et a servi successivement de logement pour les capitaines contrôleurs de la manufacture, de logements ouvriers. Elle fut rachetée par la famille Gast de Strasbourg qui la revendit en 1881. Jusqu’en 1939, elle abrita la colonie de vacances « Sainte-Marie », puis, après 1945, propriété de la Sécurité Sociale Minière, ce sera la colonie "Belle Mine"[22].
- Ancien Magasin (aujourd’hui détruit) qui servait à l’entreposage des armes terminées et comprenait aussi des bureaux ; construit vers 1750, il a été transformé, comme la Maison des capitaines, en colonie de vacances (colonie "Sans Souci", propr. "Coopé", Strasbourg), puis rasé en 1986. Ne subsiste qu'un long mur et le porche d’entrée portant l’inscription « Manufacture d’Armes Blanches 1776 ».
- Ancienne boulangerie du 18e s. en face de la Maison de la Manufacture. Imposante cheminée sur son côté ouest. Cadran solaire. Aujourd'hui "L'Atelier des arts".
- Aiguiserie no 1 (10 place de l'Étoile), bâtisse modeste et discrète, qui concentre à elle-seule l'épopée de la manufacture. 1re aiguiserie en 1730, qui, transformée, est devenue la dernière forge, arrêtée en 1962. Son dernier ouvrier, Georges Aschauer, prenait sa retraite, fermant une épopée de sept générations d'ouvriers des lames ouverte en 1730 par son aïeul Andreas Aschauer, débauché de Solingen.
- Lavoir : de sa construction en 1730 jusqu'au XXe siècle, ce fut le seul point d'eau potable pour les familles habitant autour de la place de l’Étoile. Toiture ajoutée au début du XXe siècle. Rénové en 1980.

Un circuit signalétique mettant en avant 23 bâtiments-vestiges de la manufacture a été mis en place par la Maison de la Manufacture.

### Restaurants
- À l’Étoile : vers 1880, un ancien forgeur de lames, Charles Bühler, crée le petit restaurant « Zum Stern » (littéralement « À l’Étoile ») dans un ancien bâtiment de la Manufacture situé au centre du village. Un siècle et quatre générations plus tard, l'établissement existe toujours. La place attenante porte maintenant son nom : Place de l’Étoile.

### Autres
- Domaine de la Chouette, centre d'art situé dans l'ancien centre de vacances de la Ligue de l’Enseignement (route de Grendelbruch) : villa de 1896 dite Villa Stiling, façade historiciste Second Empire Allemand (1870-1914), marqueteries intérieures de Spindler.
- Les cimetières. Klingenthal possède deux cimetières juxtaposés, séparés par un muret, créés en 1871. Auparavant, le cimetière catholique se trouvait derrière l’église Saint-Louis, créé avec elle en 1761. En 1791, on lui juxtapose le cimetière protestant, déjà séparé de l’autre par un muret. Seuls les tombeaux de la famille Coulaux sont déplacés de l’ancien vers le nouveau cimetière.
  - L’actuel cimetière catholique contient les tombes des industriels Coulaux qui ont fabriqué faucilles et faux après la fermeture de la manufacture, de la mère de Paul Appell (Élizabeh Appell née Muller, 1820-1902) et sa grand-mère (Françoise Müller née Bisch).
  - Le cimetière protestant abrite les tombes des industriels Oesinger, qui exercèrent leur activité à l’entrée de la vallée, la tombe des femmes de la famille Oberkirch-Montbrisson-de Hell (leurs maris, catholiques sont enterrés à Obernai), ainsi que la tombe de Bob Wollek, située en haut du cimetière.

- Monument aux Morts, entre les deux cimetières : 1923.
- Ancienne Poste ; mitoyenne de l'ancien restaurant « Zum Schwanen », elle ouvre en 1895. C'est aujourd’hui la boulangerie du village. le restaurant a gardé la même enseigne : « Au Cygne ».
- Maison communale ou Marie annexe , construit en 1786, le bâtiment abrita le logement du pasteur, le lieu de culte protestant jusqu'à l'édification du temple en 1828, le presbytère jusqu'en 1907, l'école jusqu'en 1872. C'est actuellement l'annexe de la mairie de Bœrsch et le bureau de poste.
- Ancien domaine Œsinger au lieu-dit Kupferhammer entre Ottrott et Klingenthal, racheté en 1989 et transformé en hôtel de prestige, auquel le projet a adjoint un nouveau bâtiment avec spa et restaurant, ouvert en 1990.

### Disparu
- Villa Oesinger ou Schlössel Bachscheid (petit château du Bachscheid), construit vers 1865 par Charles Louis Oesinger, descendant de l'entrepreneur de la Manufacture, détruit vers 1960. Il se trouvait au lieu-dit Kupferhammer, derrière le Domaine du Moulin, en bordure du parking nord.

## Personnalités liées à la commune

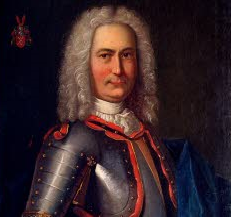
Henri d'Anthès, fondateur de la manufacture de Klingenthal

- Jean-Henri Anthès (puis d'Anthès) (1670-1733), maître de forges d'Oberbruck (Haut-Rhin), il fonde une manufacture royale de fers-blancs à Wegscheid (Haut-Rhin) en 1718, avant de fonder une première manufacture d'armes blanches (privée) à Klingenthal en 1713. Louis XV lui confiera la Manufacture Royale en 1730.
- François Daniel Oesinger (1731-1790), maître de forges de Klingenthal, industriel strasbourgeois qui exploitait des martinets de cuivre en aval du Klingenthal. De 1765 à 1784, il dirigeait comme associé de Louis Antoine Gau, la manufacture de Klingenthal. Sous leur direction, la manufacture connait un nouvel essor et la production dépasse celle de Solingen.

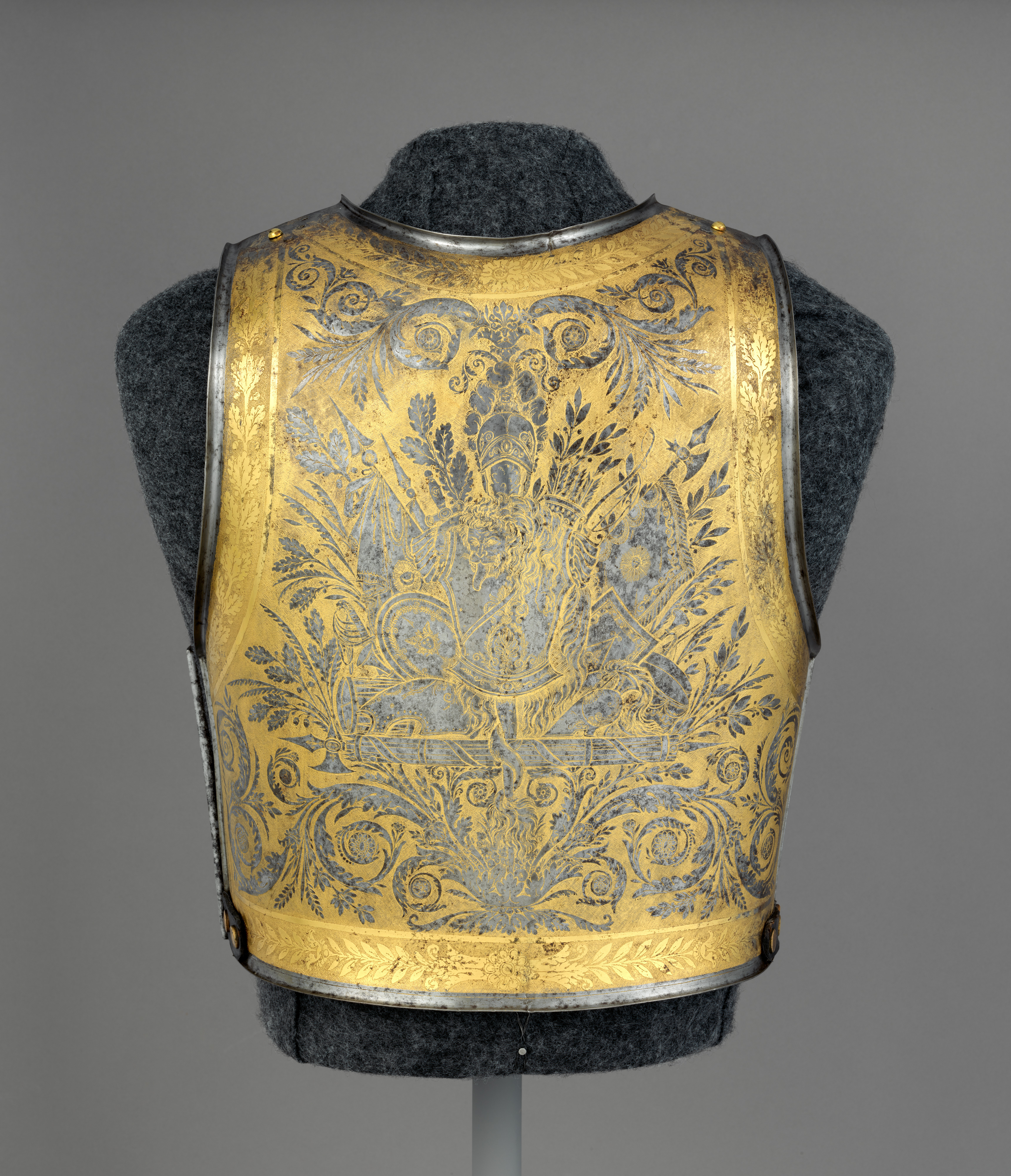
Cuirasse, 1825, par François-Joseph Bisch

- Jacob Holtzer (1802-1862), fondeur et industriel français, né à Klingenthal, fondateur des Aciéries d’Unieux (près de St-Etienne) en 1825. Il est l’un des rares fondeurs à avoir travaillé sur la caractéristique technique de réaliser des cloches en acier. Maire d'Unieux.

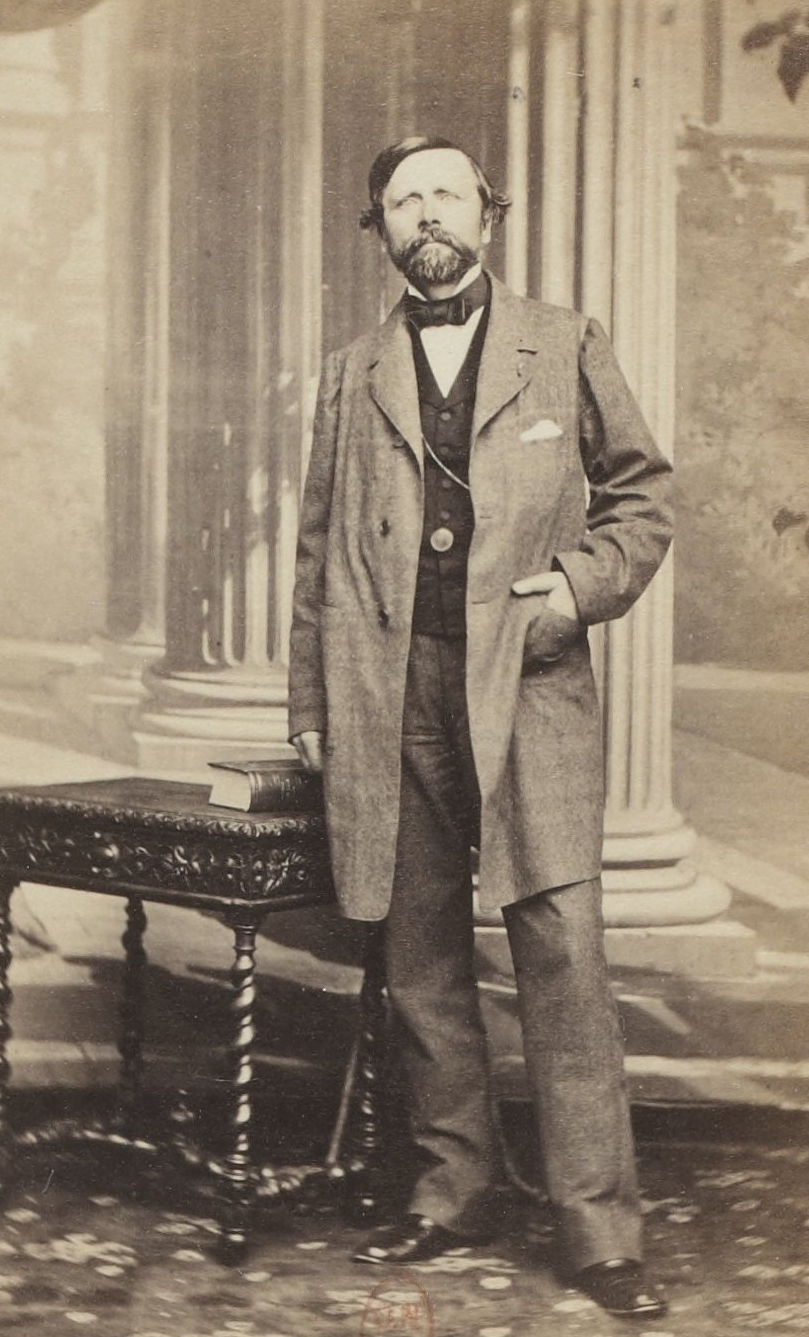
Charles-Louis Coulaux (1810-1887), directeur de la manufacture, maire de Strasbourg, député.

- Charles-Louis Coulaux (1810-1887), industriel et homme politique français né et décédé à Klingenthal. Élève de l'école polytechnique, directeur de la manufacture d’armes blanches que son père a fondée en 1804 à Mutzig, il oriente la production de Klingenthal vers la fabrication de faux et faucilles qui se tailleront une réputation mondiale. Il est maire de Strasbourg (1852-1864), et député (1852-1870).
- Ludovic Bisch, ou Louis Philippe Bisch (1831-1926), compositeur, prêtre (chanoine), organiste, né à Klingenthal. Fils de Joseph Ambroise Bisch, monteur de la manufacture, et de Victoire Lobstein. Il étudie au grand Séminaire de Poitiers (1851-55). Directeur de la maîtrise et organiste titulaire du grand orgue de la cathédrale d’Angoulême (1857-1926). Professeur à l’école Niedermeyer de Paris. Compositeur d’oratoires, de motets et d’un Stabat Mater. Doyen des organistes de France à sa mort (68 ans derrière le même orgue). Son orgue de salon, de fabrication anglaise et revêtu de panneaux de marqueterie, a été installé dans l'église Saint-André à Angoulême.
- Les frères de Dartein : Dans Souvenirs d'un alsacien, Paul Appell raconte les étés de chasse à Klingenthal avec les trois frères de Dartein : Ferdinand de Dartein (1838-1912), ingénieur des ponts et chaussées, architecte, dessinateur, peintre, graveur et historien de l'art, Louis Paul de Dartein et Theodore de Dartein, tous en villégiature à Ottrott, où Théodore est né. Ferdinand peignit nombre de scènes d’Ottrott et des paysages de sous-bois de forêt vosgienne.
- Paul Appell (1855-1930), mathématicien français, membre de l'Académie des sciences. Jeune, il passait ses vacances à Klingenthal, village natal de sa mère. Il y revint maintes fois séjourner, et acheta le château avec son frère en 1900. Scientifique engagé pour la justice, la promotion de la recherche, et les solidarités nationale et internationale, il a créé l'ancêtre du CNRS, le Secours national, la Cité internationale universitaire de Paris. Il est enseigné à Rome et Harvard. Une rue de Klingenthal porte son nom.
- Clément Krebs (1850-1914), fils d'un ouvrier de Klingenthal venu à pied à la nouvelle manufacture de Châtellerault au début du XXe siècle. Monteur de sabres, entré à la manufacture vers 1863[24], c'est un célibataire par choix, un esprit progressiste, libre penseur. Nommé chef d'atelier et sommé par le colonel directeur d'abjurer ses idées socialistes, il préfère retourner à l'étau[25]. Cofondateur d'un groupe d'études sociales, il adhère en 1883 au Parti ouvrier (FTS). Élu conseiller municipal de Châtellerault (1892), puis maire adjoint (1908-1912). Candidat non élu à la députation malgré des scores croissants (3 370 voix en 1893). Ses obsèques furent municipales, 5 000 personnes, dit-on, lui rendirent hommage.
- Albert du Roy (1938), journaliste politique de presse et de télévision, a demeuré à Klingenthal.
- Bob Wollek (1943-2001), skieur et pilote automobile (30 participations aux 24 Heures du Mans), baptisé et inhumé à Klingenthal (cimetière protestant).

## Klingenthal et les arts

### Dans la littérature
- Der Waldbruder von Klingenthal (littéralement : Le Frère du bois de Klingenthal, ou l’Ermite de Klingenthal), de Gustav Lasch, date de 1924 (en allemand, pas de traduction française). C'est l'histoire de Philipp Brunner, qui se passe au Waldbruder, abri forestier en rondins de bois, avec vue sur l'aval de la vallée de l’Ehn, qui existe toujours. Petite source captée dans une petite grotte. Lieu isolé, non inscrit sur les cartes et les chemins balisés.
- Une «Klingenthal» comparée à Excalibur : L'épée de Sharpe, de Bernard Cornwell (1983). Salamanque, été 1812 : les soldats de Napoléon affrontent la guérilla espagnole aidée par les Portugais et les Anglais de Wellington. Le capitaine Richard Sharpe poursuit le colonel Ledoux, espion français, dont il convoite la légendaire et magnifique épée, la « Klingenthal ». Une épopée romanesque basée sur la réalité historique. Extrait : « Le colonel Leroux tira son épée. Delmas la contempla. C’était une arme d'une incroyable délicatesse, une lame droite, une épée de cavalerie lourde forgée à Klingenthal comme la plupart des épées de la cavalerie française, mais celle-ci avait été forgée sur mesure pour Leroux par le plus habile des armuriers de Klingenthal. Elle était plus longue que les autres, plus lourde aussi, car Leroux était grand et robuste. La lame était magnifique, comme un éclair d'acier étincelant dans la lumière diffuse du sous-bois, et elle prolongeait une poignée et une garde coulées dans le même métal. La fusée était emmaillotée de fil d'argent, la seule concession en matière de décoration, mais, en dépit de sa simplicité, elle apparaissait comme une lame formidable, parfaitement équilibrée et dangereusement mortelle. Empoigner cette épée, songea Delmas, devait permettre de comprendre ce que le roi Arthur avait éprouvé quand il avait arraché Excalibur à l'emprise de sa pierre aussi facilement que si elle avait été plantée dans de la soie. »
- Erckmann-Chatrian citent deux fois Klingenthal dans leur roman L’Ami Fritz : « Le réservoir à truites avait trente mètres de long sur vingt de large, un mur solide l’entourait ; mais avant de poser les grilles commandées au Klingenthal, il fallait attendre que la maçonnerie fût bien sèche ». Et plus loin : « Nous pourrions nous amuser, boire de bon vin, danser, rire et nous goberger de toutes les façons […] On a tout près de soi des fêtes agréables, et tout à fait dans les vieilles mœurs, il me semble qu’on ferait bien d’y aller. – Où cela ? s’écria Hâan. – Mais à Hartzwiller, à Rorbach, à Klingenthal ».

### Au cinéma
- La Décade prodigieuse, film de Claude Chabrol (1971) avec Orson Welles, Anthony Perkins, Marlène Jobert et Michel Piccoli, est tourné en Alsace, pour quelques scènes sur le territoire de Klingenthal (descentes en voiture du Champ du Feu, scène de folie d'Anthony Perkins au cimetière de Klingenthal, en nocturne), pour d'autres à la Léonardsau (Ottrott). Le film fut considéré comme un échec par Chabrol lui-même.

### Dans les musées
- Estampe : "Les grands marteaux de Klingenthal", par Charles Greyenbuhl (1900-1962) , Musée d'art moderne et contemporain à Strasbourg.